# جيك الكبير (فلم)
جيك الكبير (Big jake) فيلم أمريكي صدر عام 1971 , بطولة جون وين، تم تصوير الفيلم في ولاية دورانجو المكسيكية، الفيلم حصل على تقييمات إيجابية من قبل النقاد ولكنه لم ينجح في شباك التذاكر.

## القصة
تقع احداث القصة في عام 1909, جيكب «جيك الكبير» مكاندلز صاحب مزرعة كبير عجوز ومقاتل يكاد يكون أسطوري يعيش بعيدا عن عائلته يجول الغرب بمرافقة كلب، في أحد الأيام تسطو عصابة من الخارجين عن القانون على مزرعة عائلة مكاندلز، فتقوم بقتل عمال المزرعة وتصيب الولد الأكبر لجيكب «جيف» بجروح وتختطف حفيد جيكب «جيك الصغير» للحصول على فدية من عائلته، وبعد وقوع الحادثة استدعت مارثا مكاندلز طليقها جيكب وأمرته بتوصيل الفدية للخاطفين.

## وصلات خارجية
- جيك الكبير على موقع IMDb (الإنجليزية)
- جيك الكبير على موقع ميتاكريتيك (الإنجليزية)
- جيك الكبير على موقع روتن توميتوز (الإنجليزية)
- جيك الكبير على موقع نتفليكس (الإنجليزية)
- جيك الكبير على موقع ألو سيني (الفرنسية)
- جيك الكبير على موقع Turner Classic Movies (الإنجليزية)
- جيك الكبير على موقع أول موفي (الإنجليزية)
- جيك الكبير على موقع بوكس أوفيس موجو (الإنجليزية)
- جيك الكبير على موقع فيلمافينيتي (الإسبانية)
- جيك الكبير على موقع قاعدة بيانات الأفلام السويدية (السويدية)
- مشهد من الفيلم على يوتيوب